# Saturae Menippeae (Varrone)
(Marco Terenzio Varrone, Saturae Menippeae, De officio mariti)
I Menippearum saturarum libri CL'', o più semplicemente Saturae Menippeae (in italiano: Satire menippee), sono una vasta opera di Marco Terenzio Varrone, non pervenuta, composta tra l'80 e il 46 a.C. e appartenente al gruppo di opere letterarie dell'erudito reatino.
Si tratta di un'opera commista di prosa e poesia; degli originali 150 libri, sono pervenuti solamente 600 versi e una novantina di titoli: ciascun componimento, infatti, recava un proprio titolo.

## Argomenti
Gli argomenti delle saturae riguardavano la filosofia, la critica dei costumi, la morale, i vizi e i difetti degli uomini, i poeti e il mondo della politica.
I titoli erano modi di dire, proverbi, e alludevano al contenuto della satura; erano in latino e in greco:
- Cave canem, con riferimento alla mordacità dei filosofi cinici;
- Est modus matulae, una condanna dell'ubriachezza;
- Eumenides, contro la tesi stoico-cinica che tutti gli uomini sono folli;
- Trikàranos, il mostro con tre teste, con allusione al primo triumvirato di Cesare, Pompeo e Crasso.
- Γεροντοδιδάσκαλος (Gherontodidàskalos, "il maestro dei vecchi"), contro la degradazione del presente e la corruzione del mos maiorum.
- Sexagesis, ancora sulla corruzione del mos maiorum. Racconta la storia di un giovane che, caduto in un sonno lungo sessant'anni, si risveglia e constata l'avvenuta corruzione della società romana.[4]
- Marcopolis, la descrizione di una città ideale[4]
- Marcipor, probabilmente il racconto di un viaggio.[4]

## Stile
L'opera, quanto a varietà di argomenti, si ispira alla satira romana tradizionale, soprattutto quella di Quinto Ennio e di Marco Pacuvio. Per il resto Varrone imitò il filosofo cinico greco Menippo di Gadara (da cui il nome di satire menippee): i toni sono seri e parodistici, mordaci e scherzosi; gli stessi titoli sono arguti e burleschi, ambigui ed equivoci, dettati dallo spirito della satira.